# Sinclair C5

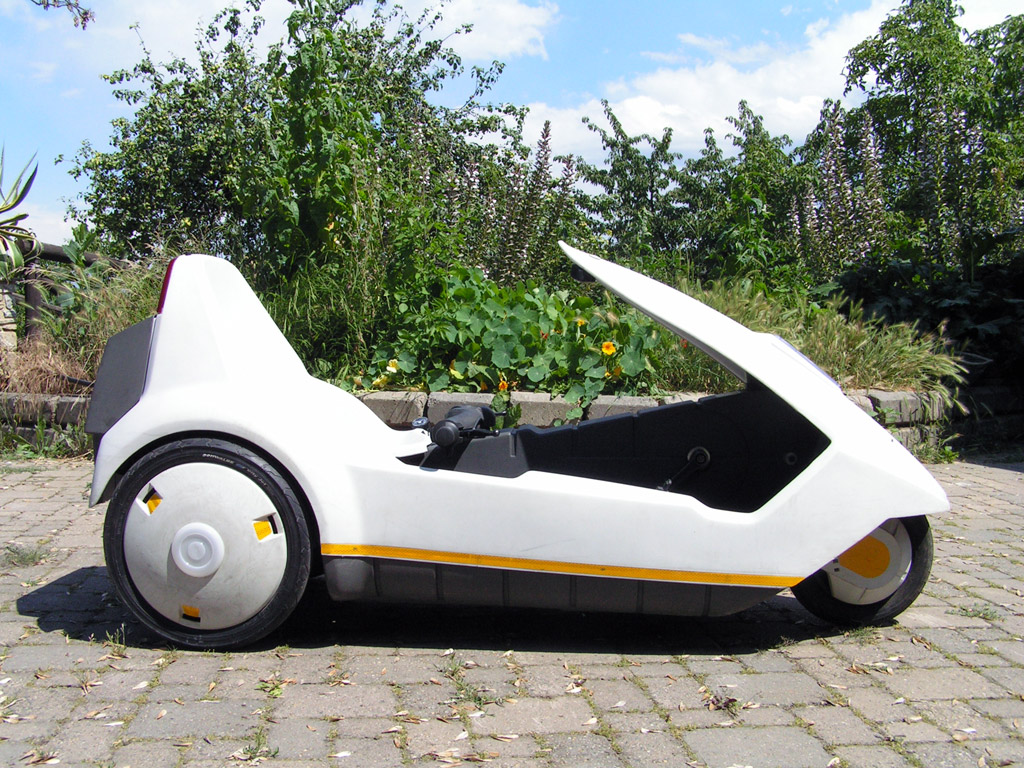
Sinclair C5

Il Sinclair C5 è un veicolo elettrico a batteria ideato da Sir Clive Sinclair e commercializzato nel Regno Unito a partire dal 10 gennaio 1985.
È un veicolo a pedali, assistito da un motore elettrico da 250 W con comando al manubrio. Appartiene alla categoria dei recumbent, cioè a pedalata sdraiata, e dotato di 3 ruote. Tuttavia non ebbe il successo sperato, inoltre, una atmosfera di diffusa ostilità da parte della stampa inglese ne ha segnato la fine dal primo giorno dopo la sua presentazione.

## Storia
La Sinclair Radionics stava attivamente lavorando al progetto; Chris Curry era stato assegnato interamente sulla questione del motore elettrico. Nonostante l'interesse personale di Sinclair, gli obiettivi della compagnia si concentrarono verso le calcolatrici. Lo sviluppo del C5 ripartì nel 1979 ma in maniera discontinua, finché nel 1983 una serie di modifiche al codice della strada permisero la concretizzazione e la vendita di un veicolo molto simile a quanto fino ad allora progettato.
Era prodotto in una fabbrica di elettrodomestici, appartenente al produttore Polymotor; col passare del tempo, i costi per lo sviluppo del C5 aumentarono gradualmente al punto che, nel mese di marzo del 1983, Sinclair vendette alcune sue azioni della Sinclair Research e raccolse 12 milioni di sterline per finanziare e concludere lo sviluppo del veicolo.
Nel mese di maggio dello stesso anno venne creata la Sinclair Vehicles Ltd, la cui sede principale era localizzata nel parco scientifico dell'università di Warwick, e vennero inoltre stabiliti accordi commerciali con la Lotus per finalizzare il progetto del C5 e renderlo producibile. Contemporaneamente la Hoover nello stabilimento di Merthyr Tydfil ottenne il contratto per la produzione in serie del veicolo. Il 13 agosto 1985, la Hoover annunciava la fine della produzione. Dei 12000 esemplari prodotti, solo 8000 furono realmente venduti. La Sinclair Vehicles fu messa in liquidazione il 12 ottobre 1985.

## Dettagli tecnici
Il C5 pesa circa 40 kg (batteria inclusa), ha una velocità massima di 24 km/h in modalità solo elettrica e su un percorso pianeggiante l'autonomia si attesta sui 15–20 km. Impiegava all'epoca una batteria costruita apposta per sopportare cicli profondi di carica e scarica (prodotta dalla Oldham, simile alle batterie per i servizi sui camper ed imbarcazioni). L'autonomia si riduce drasticamente in condizioni di forte freddo e/o percorsi in salita.
L'attivazione della trazione elettrica non è automatica, ma richiede la pressione di un pulsante integrato nella gomma della manopola destra del manubrio. Sulla manopola sinistra vi è posto per il pulsante del clacson, kit opzionale venduto a parte insieme alle frecce di direzione.
Il cruscotto è composto da due barre led rettangolari, una indicante la capacità residua della batteria, l'altra riguardante lo sforzo attuale richiesto dal motore elettrico; in origine il C5 è stato pensato per essere guidato in "tandem" bilanciando l'energia motrice richiesta tra motore elettrico e la forza applicata sui pedali dal guidatore.
Il telaio è uno scatolato a forma di "Y", prodotto dalla Lotus mentre la scocca bianco/grigio-scuro era, a quel tempo, il più grande stampo in Polipropilene mai realizzato: la parte chiara veniva unita al pianale grigio-scuro tramite fusione termica per mezzo di una striscia di rame posizionata sul perimetro esterno (lungo la linea di contatto) riscaldata dal passaggio di una corrente elettrica in fase di assemblaggio.
Il manubrio rimane in posizione inferiore, effettivamente sotto le ginocchia del guidatore: per quanto strana possa sembrare la disposizione, la sensazione di guida che ne risulta è particolarmente rilassata con le mani che si appoggiano in modo naturale sulle manopole (al contrario del manubrio delle biciclette con telaio a trapezio, dove il manubrio è afferrato e su cui si esercita molta forza nella guida). Il C5 è inoltre fornito di bagagliaio posteriore a chiusura basculante con una capacità approssimativa di 2 valigette 24-ore.
Si può convertire il C5 ad una tensione di sistema di 24 V portando la velocità massima a 43–48 chilometri all'ora con sovralimentazione del motore elettrico.

## Aspetti negativi
Un difetto strutturale ricorrente era rappresentato dalla trasmissione, tutta realizzata in plastica, che riduceva sì il surriscaldamento (per attrito) degli organi in movimento (non c'era alcuna lubrificazione) ma rendeva il veicolo molto fragile e sensibile ad improvvisi e ripetuti sforzi. L'elettronica di bordo era altresì suscettibile a soventi guasti e soffriva di alcuni difetti di design - in parte di natura economica (riduzione costi) in parte per fragilità di alcuni dei componenti utilizzati.
Mancava inoltre una protezione effettiva dagli agenti atmosferici, la posizione di guida è molto bassa e pone ovvi problemi di visibilità del guidatore da parte di auto e camion nel traffico (blind spot). Per ovviare a questi problemi erano venduti come optional una mantellina impermeabile da indossare che veniva fissata al corpo del C5 per proteggersi dalla pioggia, un catarifrangente posteriore rosso da montare su una coppia di bacchette alte un metro circa alle spalle del pilota, un kit con quattro frecce arancioni direzionali, un clacson con comando al manubrio ed una coppia di specchietti retrovisori; era inoltre disponibile un kit con cui installare una seconda batteria da collegare in parallelo alla primaria per estendere l'autonomia complessiva del C5. Il problema generale della visibilità fu anche esasperato da un cartone animato dove un C5 carico di lemming si avvicinava ad una curva cieca in coincidenza ad un camion proveniente dalla corsia opposta. Inoltre, la stampa scandalistica inglese, continuò a rendere il C5 oggetto di satira e contribuì ad aumentare l'alone di insicurezza e pericolosità del mezzo nel traffico cittadino.
Uno studio del Dipartimento dei Trasporti britannico e di utilizzatori di veicoli recumbent suggerirono che i problemi di visibilità erano largamente infondati, che invece il peso, posizione di pedalata non regolabile, mancanza di marce, braccia dei pedali corti e surriscaldamento del motore (sulle lunghe salite) erano i veri problemi del C5; è un dato di fatto che il motore era largamente sotto-dimensionato ed essenzialmente inutile per muovere il C5 in collina senza pedalare. Praticamente, l'uso dei pedali era (ed è) necessario per muovere il C5, anche in partenza, vanificando dunque ogni tentativo commerciale di paragonarlo ad un autoveicolo.

## Reazioni del pubblico
Nonostante la sponsorizzazione iniziale supportata anche dal campione di Formula 1 Stirling Moss, le prime impressioni si dimostrarono subito avverse al destino del C5, aggravate soprattutto dalla scarsa praticità di impiego del mezzo nel clima britannico . Un tribunale in una causa su di un guidatore ubriaco sentenziò che il C5 è un triciclo (dunque non un'autovettura). È definito universalmente come lo spettacolare disastro di Sir Clive Sinclair, dopo un periodo di produzione e vendita di appena 10 mesi (e 12000 esemplari assemblati) gli impianti hanno chiuso facendo perdere a Sir Sinclair circa 8 milioni di sterline (a fronte dei 12 investiti nel suo sviluppo).

## Record
- Un C5 pesantemente modificato raggiunse i 240 km/h e accelerò da 0 a 100 km/h in circa 5 secondi diventando, all'epoca, il veicolo elettrico più performante[2].
- Il C5 divenne anche il primo veicolo elettrico a essere usato come stunt car attraverso un tunnel infuocato lungo 20 m[3].